# 1995–1996-os dán labdarúgó-bajnokság (első osztály)
Az 1995–1996-os Danish Superliga volt a 6. alkalommal megrendezett, legmagasabb szintű labdarúgó-bajnokság Dániában.
A címvédő a Aalborg volt. A szezont a Brøndby csapata nyerte, a bajnokság történetében másodjára.

## Tabella
| Hely. | Csapat       | M  | Gy | D  | V  | G+ | G– | Gk  | P  | Továbbjutás vagy kiesés       |
| ----- | ------------ | -- | -- | -- | -- | -- | -- | --- | -- | ----------------------------- |
| 1.    | Brøndby (B)  | 33 | 20 | 7  | 6  | 71 | 32 | +39 | 67 | BL, selejtező                 |
| 2.    | Aarhus       | 33 | 18 | 12 | 3  | 61 | 28 | +33 | 66 | KEK, 1. forduló               |
| 3.    | Odense       | 33 | 17 | 9  | 7  | 57 | 33 | +24 | 60 | UEFA-kupa, selejtező          |
| 4.    | Lyngby       | 33 | 14 | 11 | 8  | 61 | 35 | +26 | 53 | UEFA-kupa, selejtező          |
| 5.    | Aalborg      | 33 | 15 | 6  | 12 | 57 | 38 | +19 | 51 | Intertotó-kupa, csoportkör    |
| 6.    | Silkeborg    | 33 | 14 | 7  | 12 | 44 | 42 | +2  | 49 | Intertotó-kupa, csoportkör    |
| 7.    | København    | 33 | 13 | 9  | 11 | 48 | 49 | −1  | 48 | Intertotó-kupa, csoportkör    |
| 8.    | Viborg (F)   | 33 | 9  | 11 | 13 | 48 | 67 | −19 | 38 |                               |
| 9.    | Vejle (F)    | 33 | 8  | 9  | 16 | 34 | 50 | −16 | 33 |                               |
| 10.   | Herfølge (F) | 33 | 6  | 9  | 18 | 41 | 62 | −21 | 27 |                               |
| 11.   | Ikast (K)    | 33 | 5  | 10 | 18 | 28 | 63 | −35 | 25 | Kiesett a Danish 1st Division |
| 12.   | Næstved (K)  | 33 | 5  | 8  | 20 | 29 | 80 | −51 | 23 | Kiesett a Danish 1st Division |

## Statisztikák

### Góllövőlista
| Rank | Player            | Club     | Goals |
| ---- | ----------------- | -------- | ----- |
| 1    | Thomas Thorninger | Aarhus   | 20    |
| 2    | Per Pedersen      | Odense   | 16    |
| 2    | Steffen Højer     | Viborg   | 16    |
| 4    | Peter Møller      | Brøndby  | 15    |
| 5    | Erik Bo Andersen  | Aalborg  | 13    |
| 6    | Ebbe Sand         | Brøndby  | 12    |
| 7    | Henrik Larsen     | Lyngby   | 11    |
| 7    | Søren Frederiksen | Viborg   | 11    |
| 9    | David Nielsen     | Lyngby   | 10    |
| 9    | Miklos Molnar     | Herfølge | 10    |
| 9    | Håvard Flo        | Aarhus   | 10    |